# Ule (obraz)
Ule – akwarela polskiego malarza Stanisława Masłowskiego z 1924 roku, znajdujący się w Galerii sztuki polskiej 1800–1945 Muzeum Śląskiego w Katowicach.

## Opis
Akwarela (wym. 66x98 cm) przedstawia widok na niewielką pasiekę w przydomowym ogródku obramowanym płotem ze sztachet drewnianych we wsi Wola Rafałowska, do której od 1903 roku malarz wielokrotnie jeździł na plenery. W 1924 przypadł jego ostatni letni wyjazd do tej miejscowości. 
Na utrwalony na obrazie widok składa się kilka uli w słonecznym oświetleniu, wśród drzew owocowych.

## Uzupełniające informacje
Masłowski namalował akwarelę w Woli Rafałowskiej w 1924 roku. Obraz jako Ule w słońcu był wystawiony w Salonie Zachęty w tymże roku i uzyskał I nagrodę Towarzystwa. Był reprodukowany w "Katalogu salonu dorocznym", 1924, s.13 i w "Katalogu P.W.K. 1929", tab.14.
Tadeusz Dobrowolski – charakteryzując omawianą akwarelę – napisał (1960): "W kraju malował głównie w Radziejowicach i  Woli Rafałowskiej, do której po raz ostatni wyjechał w r. 1924, na dwa lata przed śmiercią. Poczucie dobrego malarstwa zachował artysta, pomimo pewnego spadku sił twórczych, bardzo długo, bo w tym jeszcze czasie (1924) wymalował wyjątkowo uroczy krajobraz pt. "Ule" (ryc. 178). Obraz ten wymalowany silnie rozcieńczoną akwarelą, kształtowany przy pomocy zlewających się plam barwnych (lecz bardziej zdyscyplinowany pod względem formalnym niż akwarele Fałata), nasycony nieco bladym, słonecznym światłem, z wrażliwie wystudiowaną koronką konarów i liści, przypomina najlepszy okres malarstwa skromnego i opanowanego malarza, jakim był zawsze jego twórca, równie przywiązany do świata, do polskiego pejzażu, jak Chełmoński, Wyczółkowski, czy Fałat. Na kanwie głęboko odczutej ziemi polskiej snuł delikatną przędzę swych na wskroś osobistych wizji malarskich, o czym  w r. 1910 pisał w sposób następujący: «żyję – życiem uroku poezji, sztuki, czegoś, co jest poza nami, choć to coś widzimy. Bo przecież choć maluję z natury, to jednak nie powtarzam ściśle rzeczy widzianych»".
Równie pochlebnie oceniała akwarelę Masłowskiego Halina Cękalska-Zborowska pisząc (1969): [...]"Ostatni raz w 1924 roku przyjeżdża Masłowski do swojej krainy malarstwa plenerowego. Jeszcze maluje stary młyn, kopanie kartofli i ule, jedną z najlepszych  prac z tego okresu."[...]
Obraz jest sygnowany: STANISŁAW MASŁOWSKI WOLA 1924, znajduje się w zbiorach Muzeum Śląskiego w Katowicach.

## Literatura
- Tadeusz Dobrowolski: Nowoczesne malarstwo polskie, t.II, Wrocław-Kraków, 1960, wyd. "Ossolineum"
- Halina Cękalska-Zborowska: Wieś w malarstwie i rysunku naszych artystów, Warszawa 1969, wyd. Ludowa Spółdzielnia Wydawnicza
- Stanisław Masłowski – Materiały do życiorysu i twórczości, oprac. Maciej Masłowski, Wrocław, 1957, wyd. "Ossolineum"
- "Stanisław Masłowski – Akwarele – 12 reprodukcji barwnych", Warszawa 1956, ze wstępem Macieja Masłowskiego, wyd. Sztuka